# Üzengilik
Üzengilik ist ein ehemaliges Dorf im Landkreis Şereflikoçhisar, heute ein Ortsteil der Kreisstadt, in der türkischen Provinz Ankara. Das Dorf liegt etwa 174 km südöstlich von Ankara und 24 km östlich von Şereflikoçhisar. Etwa 20 km westlich liegt der Salzsee Tuz Gölü. Es gibt keine genauere Angaben, woher der Name des Dorfes kommt.